# سفارة تونس لدى السعودية
سفارة تونس لدى السعودية هي الممثلية الدبلوماسية العليا لدولة تونس لدى المملكة العربية السعودية. تقع السفارة في حي السفارات في الرياض.

## السفراء
سفراء تونس لدى السعودية هم على التوالي:
| الاسم         | تاريخ التعيين  | م     |
| ------------- | -------------- | ----- |
| هشام الفوراتي | 12 سبتمبر 2020 | [ 2 ] |

## القنصليات
| الاسم     | تاريخ التعيين  | م     |
| --------- | -------------- | ----- |
| حبيب عياد | 12 سبتمبر 2020 | [ 2 ] |